# Rudolph Collstrop
Rudolph Collstrop (1. april 1812 – 17. november 1877) var en dansk tømmerhandler og politiker.
Han var søn af Lauritz Collstrop (1780-1823) og arvede faderens tømmerhandel, som 23. juni 1838 formelt blev grundlagt som firmaet Collstrop. I 1875 optoges Rudolph Collstrops søn, Andreas Collstrop (1847-1933), som partner, og sønnen overtog virksomheden 1877 og drev den til sin død. 
Rudolph Collstrop var major i borgervæbningen og medlem af Københavns Borgerrepræsentation fra 1855 til sin død.